# Lída Baarová
Ludmila Babková, dite Lída Baarová, est une actrice tchèque, née le 7 septembre 1914 à Prague en Autriche-Hongrie et morte le 27 octobre 2000 à Salzbourg en Autriche. Elle est également connue pour avoir été la maîtresse de Joseph Goebbels, entre 1936 et 1938.

## Biographie

### Jeunesse
Lída Baarová est issue d'une famille associée au plus gros commerçant de prêt-à-porter de Prague. Situé dans le bas de l'actuelle rue Milady Horakove, le magasin « Brouk et Babka » était très réputé.
En 1931, âgée de dix-sept ans, Ludmila Babková se présente (en cachette, parce que les élèves du Conservatoire n'en ont pas le droit) à une audition pour le film Kariera Pavla Carmdy (La Carrière de Pavel Carmda). Elle est engagée et a aussitôt du succès. De 1931 à 1941, elle joue dans trente-et-un films tchécoslovaques.

### Carrière
Devenue Lída Baarová, l'actrice voyage en Europe. Elle se découvre un talent pour les langues étrangères qu'elle peut apprendre et parler sans accent en moins d'un mois. À Paris, elle noue une idylle avec Charles Boyer, alors en pleine gloire. On peut situer vers 1934, la première erreur de sa carrière. Elle est engagée à Berlin par l'Universum Film AG (UFA). Elle y tourne Barcarole, une bluette où elle incarne la plus belle fille de Venise. Adulée par le public et la critique, « Liduschka » (Petite Lida) est à vingt ans, une star européenne. En 1936, elle est la vedette féminine du film de propagande nazie Verräter de Karl Ritter.

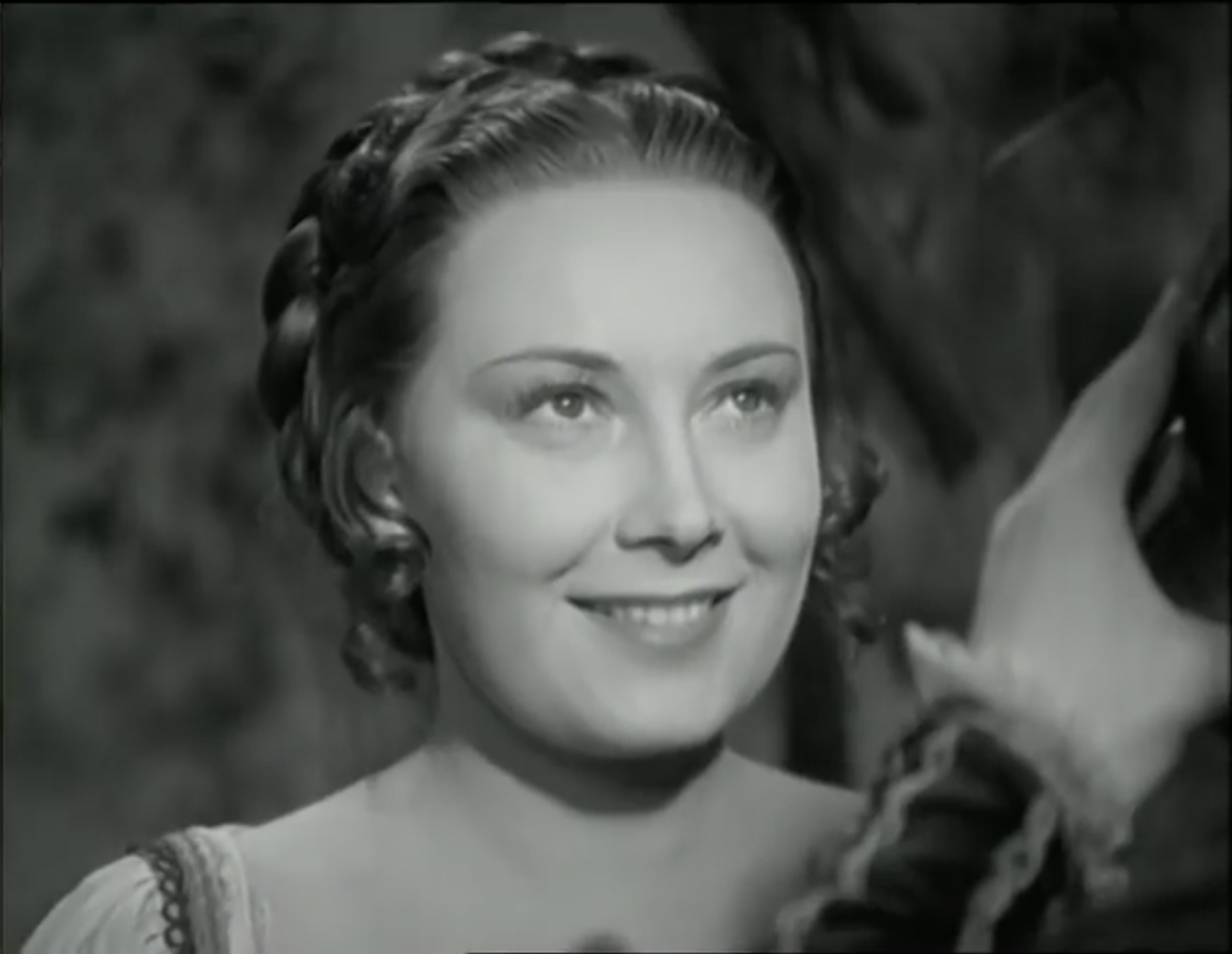
Lída Baarová dans La fornarina (1944).

Mais Joseph Goebbels, ministre de la Propagande du IIIe Reich, est éperdument amoureux de Lída Baarová. Il a dix-sept ans de plus qu'elle, il est marié, a des enfants. L'idylle dure deux années (1936-1938) au vu et au su de tout le monde, y compris dans la Tchécoslovaquie natale de Lída Baarová. Goebbels veut divorcer, leur relation devient une affaire d'État… Hollywood lui propose alors un contrat pour sept ans. Lída Baarová hésite, puis refuse, décision qu’elle regrettera jusqu’à sa mort. À la suite de pressions exercées par Magda Goebbels auprès d'Adolf Hitler, celui-ci, craignant qu'un divorce ne ternisse l'image de la famille allemande modèle qu'incarnait le couple Goebbels, demande impérativement à son ministre de rompre toute relation avec l'actrice. Lída Baarová devient alors persona non grata en Allemagne. L’actrice rentre à Prague où les théâtres lui ouvrent à nouveau leurs portes. Vittorio De Sica la remarque. Elle tourne pendant la Seconde Guerre mondiale sept films à Rome.
À la Libération, Lída Baarová est incarcérée seize mois en prison (prison de Pankrác) à Prague, puis elle s’exile en Autriche. Sa mère meurt d'une crise cardiaque, sa sœur se suicide, sa villa pragoise est confisquée. Jusqu’à la fin des années 1950, Lída Baarová joue au théâtre et tourne des films en Italie et en Espagne (un second rôle dans Les Vitelloni de Federico Fellini).
Elle poursuit sa carrière, au cinéma (souvent de petits rôles) et au théâtre, en Italie et Espagne, puis en Autriche et enfin en Allemagne de l'Ouest, puis sombre dans l'alcoolisme.

### Mort
Souffrant de la maladie de Parkinson, Lída Baarová est découverte morte dans son appartement à Salzbourg à l'âge de 86 ans et est enterrée à Prague.

## Filmographie

### En tant qu’actrice
Films
- 1931 : Kariéra Pavla Camrdy : Viktorka
- 1932 : Funebrák : Miss Rozmarová
- 1932 : Lelícek ve sluzbách Sherlocka Holmesa : Královna a její dvojnice
- 1932 : Malostransti musketýri : Dr. Olga Wernerová
- 1932 : Obrácení Ferdyse Pistory : Member salvation army
- 1932 : Ruzové kombiné : Sedlácková, his woman
- 1932 : Senkýrka u divoké krásy : Eva Konrádová - daughter
- 1932 : Zapadlí vlastenci : Albínka, daughter
- 1933 : Její lékar : Vlasta, daughter
- 1933 : Jsem devce s certem v tele : Irena
- 1933 : Madla z cihelny : Madla
- 1933 : Okénko : Ruzena - Dynybylova's daughter
- 1933 : Sedmá velmoc : Helena Radová, reportérka
- 1934 : Dokud mas maminku : Jana Machova
- 1934 : Pokusení paní Antonie : Milada Nováková
- 1934 : Pán na roztrhání : Eva Svobová
- 1934 : Zlatá Katerina
- 1935 : A Devil of a Fellow : Lady Milton, eine junge Witwe
- 1935 : Barcarolle : Giacinta Zubarab
- 1935 : Grandhotel Nevada : Lucy Whiteman
- 1935 : Na rùzích ustláno : Mariana
- 1935 : One Too Many on Board : Gerda Hegert
- 1936 : Die Stunde der Versuchung : Irene - seine Frau
- 1936 : Komediantská princezna : Eva Kratochvílová
- 1936 : Svadlenka : Líza Bártová - seamstress
- 1936 : The Traitor : Marion
- 1937 : Die Fledermaus (it) : Maria Weigel / Rosalinde
- 1937 : Die Kronzeugin
- 1937 : Lidé na kre : MUDr. Pavla Junková
- 1937 : Patriotes : Thérèse - genannt Jou-Jou
- 1937 : Virginity : Hana Polácková
- 1938 : Der Spieler : Nina - seine Tochter
- 1938 : Preußische Liebesgeschichte : Prinzessin Elisa Radziwill
- 1939 : La Femme aux tigres (de) (Männer müssen so sein)
- 1939 : Ohnivé léto
- 1940 : Artur a Leontýna : Leontýna Sobotová
- 1940 : Dívka v modrém : Komtesa Blanka z Blankenburgu
- 1940 : Life Is Beautiful (cs) : Paintress Jarmila Bendová
- 1940 : The Masked Lover : Lenka Rossetiová
- 1941 : The Incendiary's Daughter : Rozárka Valentová
- 1941 : Turbina (en) : Tynda
- 1941 : Za tichych noci (en) : Jana Radimska
- 1943 : Grazia
- 1943 : Ti conosco, mascherina! d'Eduardo De Filippo : Elisa De Laurenzi
- 1944 : Il cappello da prete (it) : Marinella (en tant que Lida Baarova)
- 1944 : La fornarina d'Enrico Guazzoni : Margarita Luti, la Fornarina
- 1945 : L'ippocampo : Elena Sergati
- 1945 : Vivere ancora
- 1946 : La sua strada : La staniera
- 1950 : La bisarca : Greta
- 1951 : Gli amanti di Ravello : Ida
- 1951 : La vendetta di una pazza (it) : Paola Micheli
- 1952 : What Price Innocence? : Adriana Sereni
- 1953 : Les Vitelloni : Giulia Curti
- 1954 : Pitié pour celle qui tombe : Eugenia
- 1956 : La mestiza : condesa Sara
- 1956 : Miedo : Carlos wife
- 1956 : Todos somos necesarios : Laura
- 1956 : Viaje de novios : Adela
- 1957 : El batallón de las sombras : Luisa
- 1958 : Le ciel brûle : Little girl's mother
- 1958 : Rapsodia de sangre : Anna Vladimira Solov

### En tant que parolière
Films
- 1939 : Ohnivé léto
- 1940 : Dívka v modrém

## Dans la fiction
- 2016 : The Devil’s Mistress (Lída Baarová) de Filip Renč, jouée par Táňa Pauhofová[6].
- 2024 : La Fabrique du mensonge (Lída Baarová) de Joachim Lang jouée par Katia Fellin.